# Standoff 2
Standoff 2 ist ein Online-Ego-Shooter von Axlebolt. Der kostenlos spielbare Mehrspielertitel wurde 2017 für Android, 2018 für iOS und 2020 für HarmonyOS veröffentlicht.

## Spielprinzip
Standoff 2 ist ein klassisches Ego-Shooter-Spiel mit mehreren Spielmodi und russischen sowie nicht russischen Waffen. Jede Waffe hat eigene Eigenschaften, die in die Kategorien Schaden, Schussrate, Rückstoßkontrolle, Genauer Bereich, Gängigkeit, Rüstungsdurchdringung und Durchschlagskraft eingeteilt sind.
Es sind mehrere Spielmodi verfügbar, darunter Entschärfen, Team Deathmatch und Eskalation. Das Erreichen des 15. Levels schaltet den "Verbündete"-Modus frei und das Erreichen des 20. Levels schaltet den "Wettbewerb"-Modus frei.
Im Gegensatz zu den meisten Ego-Shootern für Handys gibt es in Standoff 2 keine automatische Schieß- und Zielhilfe, aber es gibt eine flexible Steuerungseinstellung: die Möglichkeit, die meisten Elemente der Benutzeroberfläche zu bewegen und ihre Sichtbarkeit und Größe zu ändern. Im Spiel werden nur dekorative Gegenstände, die das Spielgeschehen nicht beeinflussen, für echtes Geld verkauft.

### Spielmodi

#### Entschärfen
Zehn Spieler in zwei Teams zu je fünf Spielern (Counter-Terroristen (CT) und Terroristen (T)) spielen auf einer der sieben für diesen Spielmodus verfügbaren Karten. Das Ziel des Terroristenteams besteht darin, die Bombe in einer der beiden Bombenlegezonen (mit den Buchstaben A und B markiert) zu platzieren und die Bombe zu verteidigen, bis sie explodiert. Die Antiterroristen müssen gegen die Terroristen kämpfen und die Bombe entschärfen, bevor sie explodiert. Spieler erscheinen an speziellen Spawnpunkten für ihr Team auf gegenüberliegenden Seiten der Karte. Abhängig von den Kills, die ein Spieler in einer Runde erzielt, wird der Spieler mit Geld belohnt, mit dem er in der nächsten Runde neue Waffen kaufen kann, die seinem Team zur Verfügung stehen. Die Munition der Waffen ist begrenzt und es kann vorkommen, dass die Munition ausgeht. Nach dem Tod im Spiel können die Spieler erst wieder erscheinen, wenn die nächste Runde beginnt. Das Spiel kann bis zu 15 Runden andauern und es besteht keine Chance auf ein Unentschieden. Das erste Team, das 8 Punkte erreicht, gewinnt.

#### Team Deathmatch
Bis zu zehn Spieler in zwei Teams spiele auf einer von acht Karten. Die Spieler erscheinen sofort wieder, nachdem sie getötet wurden. Das Ziel beider Teams ist es, in fünf Minuten mehr Kills als das andere Team zu erzielen. Die Spieler verfügen über unbegrenzte Munition und können alle für ihr Team verfügbaren Waffen auswählen. Spieler erscheinen an speziellen Spawnpunkten für ihr Team auf gegenüberliegenden Seiten der Karte.

#### Wettrüsten
Zwei Teams spielen gegeneinander, aber nur ein Spieler des Teams kann gewinnen. Anstelle einer Waffenauswahl gibt es ein Levelsystem, das dem Spieler je nach Matchlevel des Spielers eine andere Waffe gibt. Um das Matchlevel zu erhöhen, muss der Spieler zwei Kills mit der aktuellen Waffe ausführen, ohne zu sterben. Alternativ kann der Spieler ein jederzeit verfügbares Messer verwenden, um das Matchlevel sofort zu erhöhen. Wenn ein Spieler das Matchlevel 20 erreicht, endet das Spiel mit diesem Spieler als Sieger. Die Kartenauswahl ist die gleiche wie in „Team Deathmatch“.
In den ersten 10 Spielen des „Wettrüsten“-Modus und des „Verbündete“-Modus hat ein Spieler keinen Rang. Nach jedem Spiel in den beiden Spielmodi mit Spieler-Rang gewinnt oder verliert ein Spieler Punkte, abhängig davon wie er und sein Team innerhalb eines Spiels spielt.

## Rezeption
Kritiker verglichen Standoff 2 mit Counter-Strike: Global Offensive und nennen es eine Kopie für Handys. Sushant Rohan von PCQuest nannte das Spiel die beste mobile Adaption von CS:GO und ein ideales Ego-Shooter-Spiel und lobte die gute Grafik, das unterhaltsame Gameplay, die guten Skins für Waffen und den starken Schutz vor Betrügern und Hackern. Sushant bemerkte, dass das Spiel möglicherweise nicht ausreichend optimiert sei, da einige Spieler eine langsame Spielleistung feststellen, aber seiner Meinung nach sei dies typisch für jedes Multiplayer-Handyspiel, oder sei das Einfrieren auf die Tatsache zurückzuführen, dass Standoff 2 nicht für Geräte mit MediaTek-Prozessoren optimiert ist. Im dritten Quartal von 2021 stieg Standoff 2 in die Top drei der profitabelsten Spiele auf dem russischen Markt für Handyspiele ein.